# Shanghai Surprise
Shanghai Surprise es una película de comedia de aventuras británico-estadounidense de 1986, dirigida por Jim Goddard y protagonizada por los recién casados Sean Penn y Madonna. Fue producida por HandMade Films, de George Harrison, y distribuida por Metro-Goldwyn-Mayer . El propio Harrison apareció como cantante de un club nocturno, y también grabó varias canciones para la banda sonora de la película, incluida la canción «Breath Away from Heaven», que fue regrabada e incorporada a su álbum de 1987 Cloud Nine junto con la canción «Someplace Else», también utilizada en la película. 
La banda sonora de Shanghai Surprise nunca se editó como un disco o CD, y solo estuvo disponible brevemente como un sencillo promocional con la canción principal «Shanghai Surprise» junto con «Zig Zag». Ambas canciones se han incluido desde entonces como "temas adicionales" en la edición de 2004 del CD Cloud Nine. Otra canción, «The Hottest Gong in Town», fue incluida en el EP Songs de George Harrison Volume 2. El guion fue adaptado por John Kohn y Robert Bentley de la novela de 1978 de Tony Kenrick Faraday's Flowers. El libro fue reimpreso (bajo el título y con una portada centrada en la película) como una pieza de mercancía para la película. 

## Sinopsis
Glendon Wasey (Sean Penn) es un estafador sórdido y de mala suerte que lucha por vender corbatas que brillan en la oscuridad en Shanghái. Cuando se encuentra con la encantadora Gloria Tatlock (Madonna), una enfermera misionera que quiere hacerse con un cargamento de opio para aliviar el sufrimiento de sus pacientes, decide ayudarla a conseguir un suministro robado de la droga. El único problema es que muchas otras personas también pretenden conseguir el opio robado: gánsteres, contrabandistas, matones y una gran cantidad de reclutas de la fuerza aérea.

## Reparto
| Actor             | Personaje                  |
| ----------------- | -------------------------- |
| Sean Penn         | Glendon Wasey              |
| Madonna           | Gloria Tatlock             |
| Paul Freeman      | Walter Faraday             |
| Richard Griffiths | Willie Tuttle              |
| Philip Sayer      | Justin Kronk               |
| Clyde Kusatsu     | Joe Go                     |
| George Harrison   | cantante del club nocturno |
| Victor Wong       | Ho Chong                   |
| Lim Kay Tong      | Mei Gan                    |

## Marketing
The Atlanta Journal-Constitution informó en octubre de 1986: "La película se estrenó tan mal en las primeras fechas tras su estreno (a fines de agosto en el noreste y medio oeste) que MGM ha hecho recortes severos en su presupuesto de marketing. Un ejecutivo de MGM fue citado en los oficios diciendo que esto era necesario porque 'el interés en la película ha sido inexistente' ".

## Recepción de la crítica
Un número abrumador especialistas en cine criticó a Shanghai Surprise  Bill Cosford de Miami Herald, otorgándole 1 estrella de 4, escribió: "En Shanghai Surprise, como habrás escuchado, casi todo está un poco fuera de lugar. Aunque se anticipa ampliamente como un musical, Shanghai Surprise es en realidad una especie de miniaturización de Raiders of the Lost Ark / Indiana Jones and the Temple of Doom, con una heroína enérgica (Madonna) en el vano [sic] de Rita Hayworth en La dama de Shanghái, y un héroe de aventuras pícaro (Sean Penn), así como una partitura salpicada de pop (en parte el trabajo de George Harrison). . . Hay un complot aquí, que involucra la búsqueda de Madonna para encontrar una carga de opio secuestrado para convertirlo en morfina para ayudar a las tropas que luchan contra los japoneses. Penn, aunque pasa su gran escena jadeando en un burdel, salvará el día. Pero la película fue concebida y ejecutada como un vehículo estrella. Estrellas equivocadas, roles equivocados, no sucede mucho aquí. Y para George Harrison y sus Handmade Films, el primer gran fracaso ".
The Philadelphia Inquirer también le otorgó solo 1 estrella: " Shanghai Surprise está tan mal escrita y dirigida que nadie podría canjearla ... un trabajo atmosférico, hermosamente disparado y, tristemente, completamente vacío". El Lexington Herald-Leader lo llamó "un pavo": "Esta película es mala. La actuación es terrible. El guión trillado trafica en estereotipos y chistes yuk-yuk. Y el punto es inexistente ". The San Diego Union-Tribune dijo: "En su camposa nostalgia por las viejas películas de aventuras, Shanghai Surprise es bastante tonta. Hay algo podrido en el núcleo de una película que reciclaría líneas como "Eso es muy blanco de tu parte". Aún más triste es darse cuenta de que algunas de las viejas películas de bolas de maíz son aún más frescas, más vivas, que esta regurgitación ".
El Philadelphia Daily News criticó el reparto y el guion: "El espíritu cada vez más importante falta como Sr. y Sra. Penn lucha con viejos gags que están más allá de su alcance. Sin embargo, no es del todo culpa suya: no se les ha dado ningún personaje para jugar. Gran parte de Shanghai Surprise podría haber funcionado si al menos se les permitiera jugar solos   - un punk rocker y un actor punk en general en un mundo de películas alienígenas ". El Chicago Sun-Times, que otorgó a la película media estrella, se quejó de sus "actitudes distorsionadas hacia las mujeres", y agregó: "Es difícil saber para quién se hizo esta miserable película". El diálogo idiota debería apagar a los adultos, los adolescentes se sentirán decepcionados por su heroína del rock y los niños ni siquiera deberían estar mirando ". El profesor de cine Michal Conford, de la Universidad de Ryerson, revisó la película para San Jose Mercury News con otra calificación de media estrella, diciendo sardónicamente: " Shanghai Surprise está protagonizada por Madonna y Sean Penn por primera vez y tiene canciones de George Harrison. Esa es la oración más positiva que se puede escribir sobre la película, que ahora se reproduce localmente. MGM debe haber sospechado: la compañía intentó abrir la película en lugares como Iowa para evitar ser asesinada. Buen intento. . . Se supone que la película es una aventura de perros peludos. . . Shaggy, no. Perro, sí. " 
Shanghai Surprise actualmente tiene una calificación de 13% en Rotten Tomatoes basada en ocho reseñas.

## Premios y nominaciones
- Séptimo Premios Golden Raspberry

Ganó: Peor actriz - Madonna
Nominado: Peor película
Nominado: Peor director - Jim Goddard
Nominado: Peor guion - John Kohn y Robert Bentley
Nominado: Peor canción original - "Shanghai Surprise"
Nominado: Peor actor - Sean Penn
- Stinkers Bad Movie Awards

Nominado: Peor película